# 第一世界
第一世界（だいいちせかい）とは、3つの世界モデルにおいて、民主的であり、高い技術水準を持ち、そして市民の生活水準が高い国々のことを指す語である。

## 概要
第一世界、第二世界、そして第三世界という語は、国家をおおまかに3種類に分けるために使われていた。この3つの語は、同時に登場したわけではない。第二次世界大戦後、北大西洋条約機構（NATO）加盟国とワルシャワ条約機構加盟国は、それぞれ西側諸国、東側諸国と呼ばれるようになった。この2つの「世界」には序数はなかった。そして、どちら側にも分類できない多数の国々の存在が指摘されるようになった。1952年、フランスの人口統計学者アルフレッド・ソーヴィー（en:Alfred Sauvy）はその国々を「第三世界」と命名した。それにより、元々の2つのグループはそれぞれ「第一世界」「第二世界」とされた（ハンナ・アーレント曰く、「第三世界はリアリティではなくイデオロギーである」）。
この分類の定義にうまく当てはまらない多くの国々が存在する。スイスやスウェーデン、アイルランドといった中立国である。フィンランドはソ連の影響下にあったが、社会主義国ではないし、ましてやワルシャワ条約機構加盟国でもない。オーストリアはアメリカ合衆国の影響下にあったが、1955年、共和国として完全に独立し、中立の状態を保ち続けていた。トルコとギリシャは共に1952年、NATOに加盟したが、西欧での影響力は小さく、工業化も遅れた。スペインは独裁者フランシスコ・フランコが死去し、冷戦末期の1982年までNATOに加盟しなかった。
近年では、多くの開発途上国が工業化を進めている中で、「第四世界」という語が、工業インフラが不足し、発展が遅れている国々（後発開発途上国）を指す語となっている。語の定義によれば、かつて開発途上国と考えられてきており、経済的にさらに成長しているが、まだ十分に成長していない国々を新興工業国（NIC）としている。
毛沢東は「3つの世界論」の中で、第一世界を米ソ超大国、第二世界をその同盟国、第三世界を非同盟諸国とする独自の分類を打ち出している。